# ゴラセッカ
ゴラセッカ（伊: Golasecca）は、イタリア共和国ロンバルディア州ヴァレーゼ県にある、人口約2,600人の基礎自治体（コムーネ）。

## 地理

### 位置・広がり

#### 隣接コムーネ
隣接するコムーネは以下の通り。括弧内のNOはノヴァーラ県所属を示す。
- カステッレット・ソプラ・ティチーノ (NO)
- セスト・カレンデ
- ソンマ・ロンバルド
- ヴェルジャーテ

### 地震分類
イタリアの地震リスク階級 (it) では、4 に分類される
。